# Maria Ihnatowicz
Maria Ihnatowicz (ps. Mucha, ur. 1937 w Brześciu) – polska projektantka plakatów, ilustratorka i grafik. Przedstawicielka Polskiej szkoły plakatu. 

## Życiorys
W 1963 ukończyła studia na Akademii Sztuk Pięknych w Warszawie. Studiowała w klasie prof. Henryka Tomaszewskiego. Specjalizuje się w grafice użytkowej. Projektuje przede wszystkim plakaty i okładki książkowe. Była odpowiedzialna za stronę wizualną serii Klubu Interesującej Książki od połowy lat 60. do lat 90 XX wieku. 
Jej dzieła charakteryzują się oszczędną i lapidarną formą. Częstokroć zabarwione są ironicznym wydźwiękiem, jak również nowatorskim, ręcznie tworzonym liternictwem. W okładkach dzieł literackich oddawała w udany sposób charakter i wydźwięk tekstu. Przy oszczędności środków wyrazu charakteryzuje artystkę intensywna sugestywność, operowanie płaską plamą, czy mocne dysonansy kolorystyczne. Zilustrowane postacie pozbawione są w wielu przypadkach elementów fizjonomiki, np. oczu czy ust. 

## Dzieła
Zaprojektowała m.in. plakaty:
- Śledztwo skończone - proszę zapomnieć (1973),
- Ned Kelly (1973),
- Nie unikniesz przeznaczenia (1974),
- Transamerican Express (1977),
- Rok święty (1978),
- Czas przeszły (1979),
- Wielka Majówka (1981),
- Pod wulkanem (1985),
- Uwierzcie mi (1986)[4].